# Tricholaba viciobia
Tricholaba viciobia är en tvåvingeart som beskrevs av Stelter 1988. Tricholaba viciobia ingår i släktet Tricholaba och familjen gallmyggor. Inga underarter finns listade i Catalogue of Life.